# リポビタン for Sports presents 「The Deep」
『「The Deep」』（ザ・ディープ）は、ニッポン放送で2021年11月7日から2023年9月30日までの原則として毎週日曜日の20時から20時20分に生放送されたスポーツトーク番組。
同番組は、2017年10月から2021年10月まで月曜日に放送された、『聖教新聞Presents ことばのチカラ 〜成功へのターニングポイント〜』の続編で、スポーツ界で活躍する選手、指導者、またその裏方らを毎回1人（組）ゲストとして迎え、「アスリートの心の奥底にある思い」を、金子達仁（スポーツライター）が聞き出す。放送に加え、インターネットラジオのポッドキャストでは、放送後のオフレコーディングとなった箇所も含めた「ディレクターズ・カット版」の配信も予定されている。
番組開始から1年間は大正製薬の「リポビタン for SPORTS」が協賛スポンサーであり、リスナーからゲストのアスリートに対しての質問や激励を採用された際に「リポビタン for Sports」シリーズ詰め合わせのプレゼントも行われていた。2022年10月2日からはHIROTSUバイオサイエンスの「N-NOSE」に変更されたが、2023年6月25日で降板し、以後はPT番組（ノースポンサー・オールスポット）となった。このノースポンサーとなった2023年夏季（7月以後）は、同一ゲストを前後編の2回シリーズを基本（後編は録音）で迎えることになった。
2023年5月3日には、『「The Deep」川淵キャプテンが語るJリーグ30周年』
と題した日本プロサッカーリーグ（Jリーグ）30周年記念の特別番組を、同リーグ初代チェアマンだった川渕三郎を迎えて生放送されたが、この回もスポンサーなしのPT番組として放送された。
2023年10月8日からのナイターオフ編成で、現在の当該時間帯に、超ときめき♡宣伝部がパーソナリティーを担当する『超ときめき♡STYLE』が生放送される予定であるため、同年9月30日で終了となったが、2024年1月2日7:00-8:00に新春スペシャルとして、FC町田ゼルビアの黒田剛をゲストにしたインタビューが放送された。なおこの時は、平時は『飯田浩司のOK! Cozy up!』を放送しているが、年末年始休止期間だったため、当該時間帯の各コーナー協賛スポンサーの提供を受けた。